# ورتپه
ورتپه مربوط به دوران پیش از تاریخ ایران باستان است و در شهرستان قزوین، کیلومتر یک اتوبان قزوین به تهران، میدان مینودر واقع شده و این اثر در تاریخ ۱۲ بهمن ۱۳۸۱ با شمارهٔ ثبت ۷۴۵۱ به‌عنوان یکی از آثار ملی ایران به ثبت رسیده است.